# Василій III (патріарх Константинопольський)
Патріарх Василій III (грец. Πατριάρχης Βασίλειος Γ΄; 1846, Ускюдар, Стамбул, Османська імперія — 29 вересня 1929, Стамбул, Туреччина), у миру Василіос Георгіадіс (фр. Βασίλειος Γεωργιάδης) — патріарх Константинопольський у 1925—1929 роках.

## Життєпис
Народився 1846 року в Ускюдарі в азійській частині Стамбула — столиці Османської імперії. Ім'я при народженні — Василіос Георгіадіс.
Георгіадіс вивчав у Атенському університеті теологію. Університет закінчив 1871 року. Наступного року він був призначений професором у Халкінській семінарії. Там протягом восьми років він викладав давньоєврейську мову, герменевтику, Старий та Новий Заповіти. Працював з давніми рукописами, писав та публікував наукові дослідження. Попри те, що він викладав, його відправляють до країн Європи для подальшого навчання. З 1880 року він працював у бібліотеках Рима, Берліна, Ляйпцига, Лондона, Відня. У 1884 році став доктором філософії в Мюнхенському університеті.
Тоді ж повернувся до Стамбула. Був призначений директором патріаршої духовної семінарії на Галаті. В грудні того ж року був рукоположений на диякона та священника. 1889 року призначений єпископом Центральної Греції.

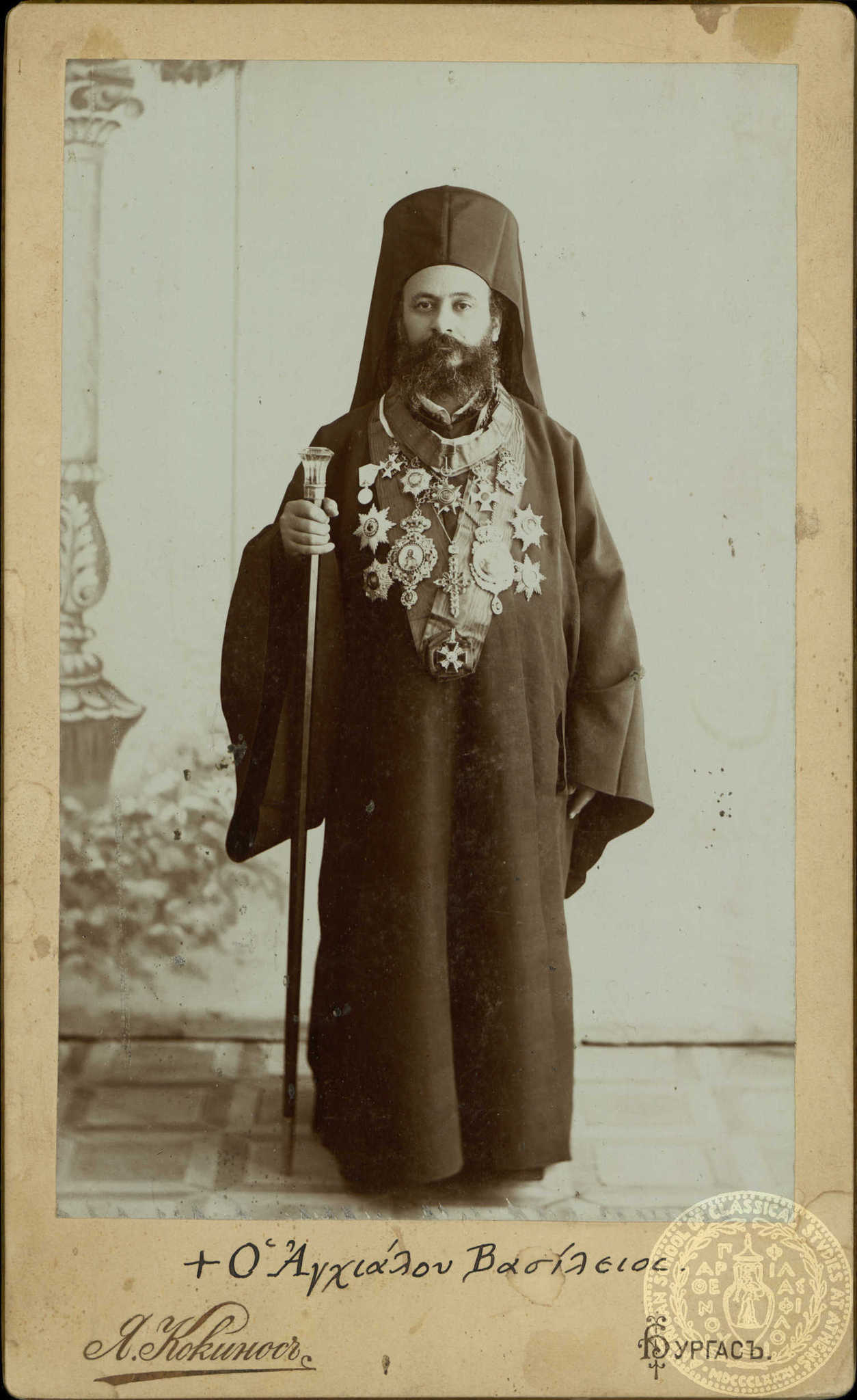
Василіос Георгіадіс. Фотографія до 1909

1906 року став свідком масштабної пожежі в болгарському місті Поморіє. Тоді там згорів його будинок, де він зберігав велику бібліотеку.
1909 року вибраний єпископом Пелагонійським.
1910 року став митрополитом Нікейським.
У Нікеї залишався до греко-турецького обміну населенням 1923 року.

## Патріархат
Після вимушеного зречення патріарха Костянтина VI митрополит Василіос 1925 року був обраний Константинопольським патріархом Василієм III. На той час йому було вже 79 років.
Томосом, виданим у липні 1925 року, патріарх Василій III визнав Румунську православну церкву патріархатом. Патріарх розпочав переговори з Італією про встановлення церковної юрисдикції, проведені на островах Додеканес, та про внесення змін до Статуту Афона. На відміну від своїх попередників, Григорія VII та Костянтина VI, що підтримували обновленський рух в Російській православній церкві, Василій III зайняв нейтральну позицію щодо цього питання.
1928 року патріарх остаточно оформив претензії Константинопольського Патріархату на свою юрисдикцію над усіма східними Помісними Церквами. Проте ця юрисдикція була визнана лише Александрійським патріархатом, що замість Фенеру отримав право юрисдикції над православними церквами в усій Африці, та, де-факто, Елладською Церквою.
4 вересня 1928 року патріарх Василій III напрацював із архієпископом Атенським Хризостомом I щодо територій, які входили до канонічної території Константинопольської церкви і які внаслідок Лозаннського миру увійшли до складу Греції (Епір, Південна Македонія, Західна Фракія, більшість островів Егейського моря). Формально ці терени залишалися частиною Константинопольського патріархату, проте адміністративно були підпорядковані Елладській церкві. 28 травня 1929 року архієпископ Хризостом повідомив патріарха, що Синод Елладської православної церкви погодився на такі умови.
Василій III був масоном та входив до масонської ложі «Πρόοδος» («Прогрес»).
За правління патріарха Василія III розпочався випуск офіційного періодичного видання Константинопольського Патріархату «Ὀρθοδοξία» («Православ'я»).
Василій III помер 29 вересня 1929 року в Стамбулі.